# Roveňsko

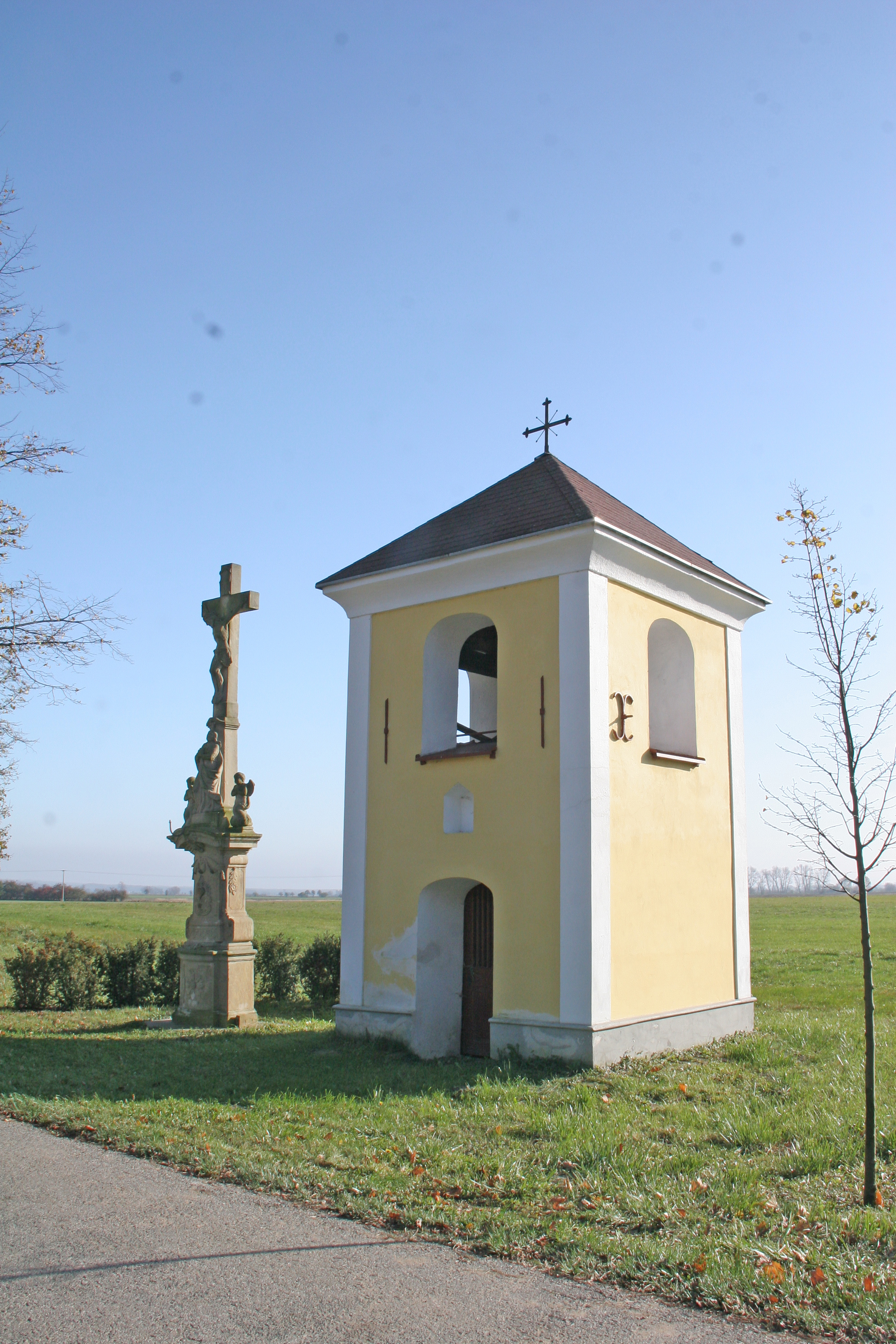
Kapelle des hl. Rochus und Kreuz in Staré Roveňsko

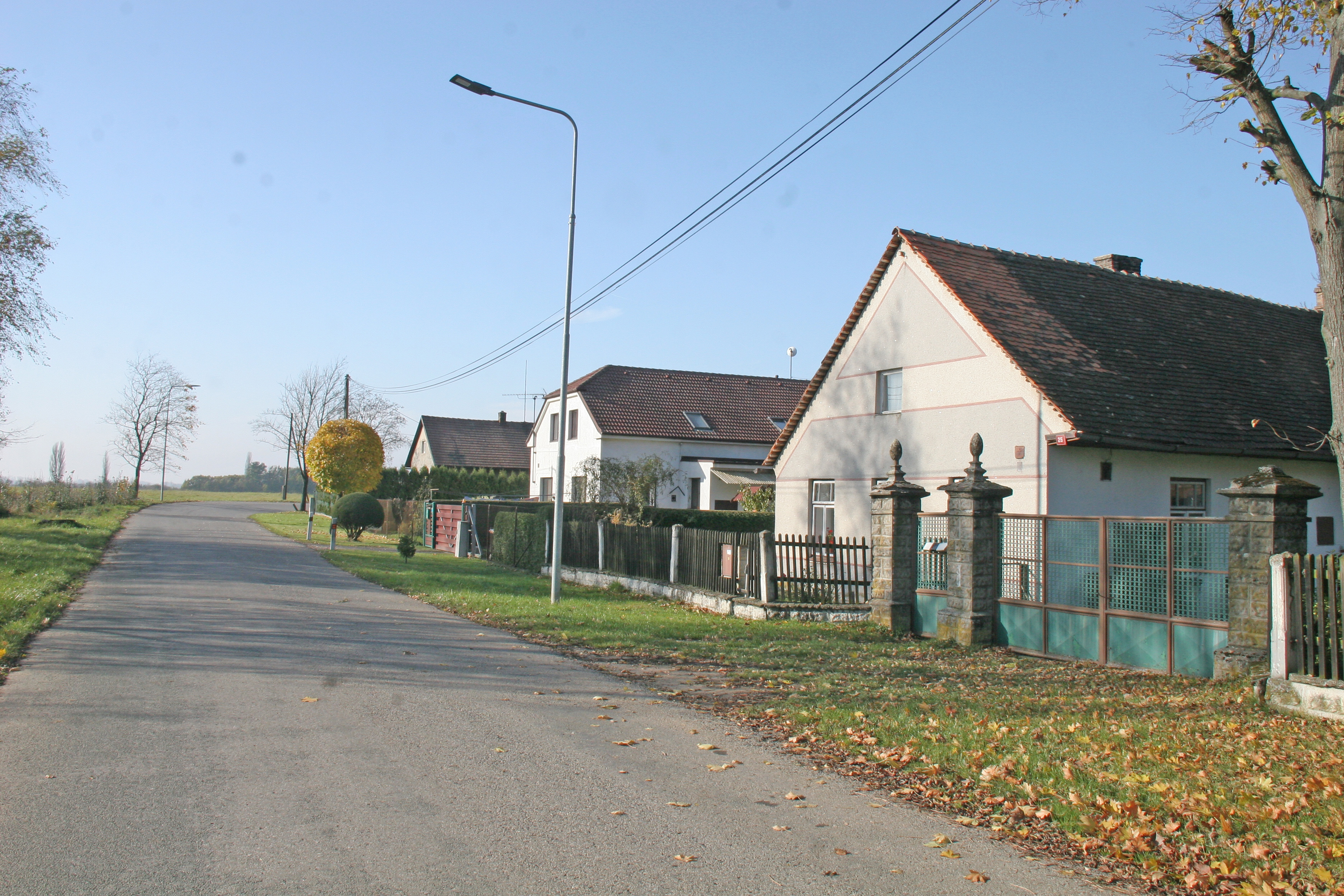
Staré Roveňsko

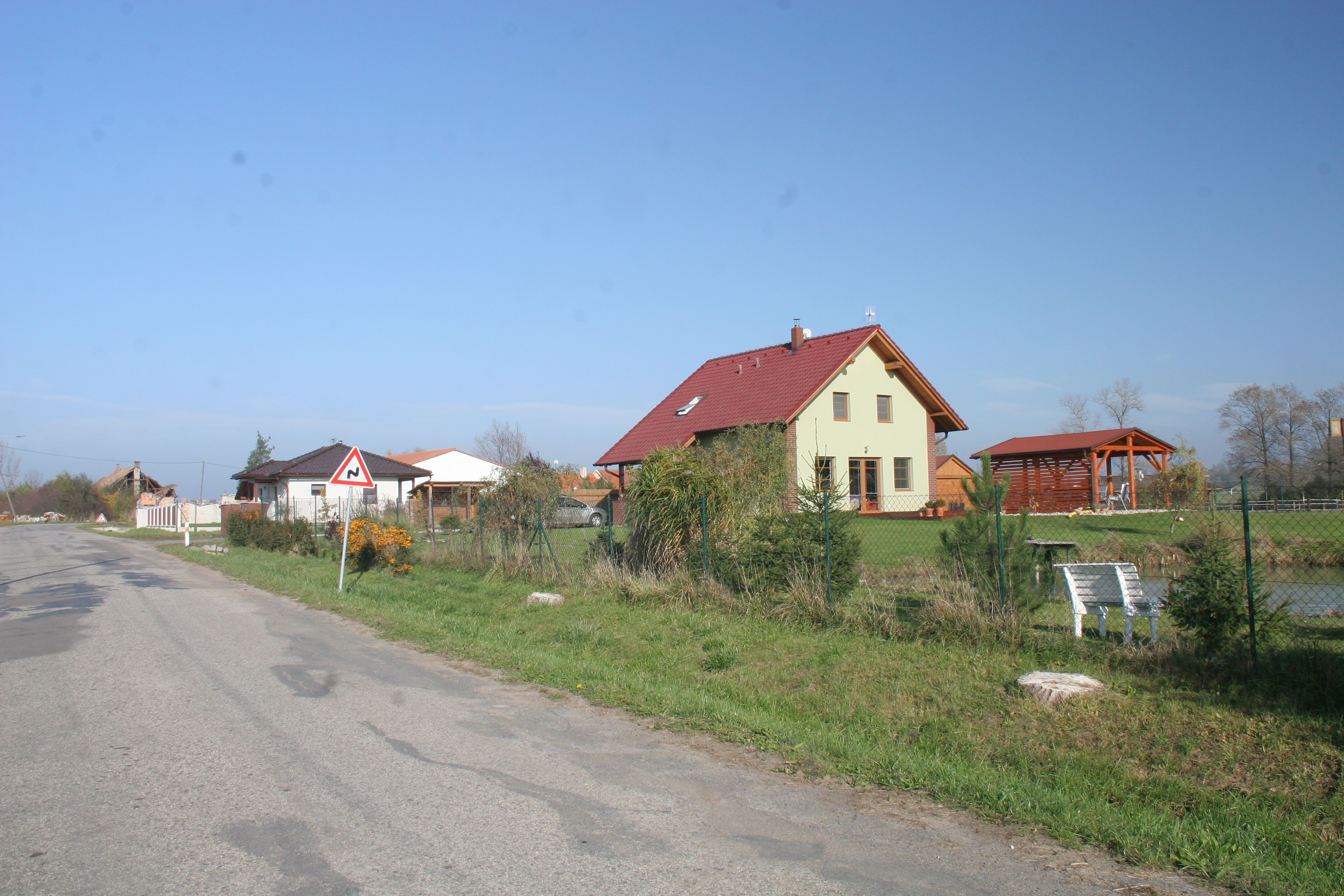
Nové Roveňsko

Roveňsko (deutsch Trauerdorf, auch Trauendorf, Trauerndorf bzw. Trauersdorf) ist ein Ortsteil der Stadt Holice in Tschechien. Er liegt zwei Kilometer südwestlich von Holice und gehört zum Okres Pardubice.

## Geographie
Roveňsko befindet sich beiderseits des Grabens Roveňská svodnice in der Pardubická kotlina (Pardubitzer Becken); nördlich des Grabens liegt Nové Roveňsko, südlich die Häuserzeile Staré Roveňsko (Haus-Nrn. 23–29). Östlich des Dorfes verläuft die Bahnstrecke Heřmanův Městec–Borohrádek. Südlich von Roveňsko fließt die Zadní Lodrantka. Im Norden erhebt sich der Chvalák (263 m n.m.), östlich der Na Hradcích (335 m n.m.) und im Westen der Hořánek (265 m n.m.).
Nachbarorte sind Horní Ředice und Podhráz im Norden, Holice im Nordosten, Javůrka und Ostřetín im Osten, Vysoká u Holic, Litětiny und Horní Roveň im Südosten, Dolní Roveň im Süden, Komárov und Lány u Dašic im Südwesten, Velké Koloděje und Kladina im Westen sowie Časy und Dolní Ředice im Nordwesten.

## Geschichte
Auf dem Gebiet von Roveňsko lag bis zur Mitte des 18. Jahrhunderts der Fischteich Rowenskey (Roveňský rybnik). Während des Siebenjährigen Krieges soll 1758 nach dem Gefecht zwischen Ředice und Holice das Wasser des Teiches durch die vielen ertrunkenen preußischen Soldaten so verdorben gewesen sein, dass die Fische verendeten. Danach wurde der Teich abgelassen und eine Fasanerie mit Jägerhaus angelegt. Vom Teich blieb nur eine mit Schilf bewachsene Mulde, die Vorláček genannt wurde.
Im Zuge der Raabisation wurden in den 1770er Jahren auf dem Gebiet der Kameralherrschaft Pardubitz zahlreiche Teichstätten, darunter auch der Rowenskey, parzelliert und emphyteutisch an Siedler überlassen. Im Jahre 1772 entstand an der Südseite der Teichstätte auf der Gemarkung von Unter Rowen eine Ansiedlung, die den Namen Trauerdorf erhielt. Der Überlieferung nach soll bei der Übergabe der Parzellen im Jägerhaus der Jäger vor Trauer, dass er wegen der Dorfgründung das Haus verlassen musste, geweint haben. Die zehn Siedler der Häuserzeile waren deutsche Emigranten aus der Grafschaft Glatz, die den Ortsnamen bald in Trandorf verballhornten. Die Häuser reihten sich entlang eines Fahrweges, rückseitig – zum ehemaligen Teich hin – lagen die Gärten. Später wurde die Siedlung auch als Trauendorf und Trauerndorf bezeichnet. Das Ortssiegel zeigte einen weinenden Jäger mit der Umschrift Gemeinde obec Trauerdorf.
Im Jahre 1835 bestand das im Chrudimer Kreis gelegene Dominikaldörfchen Trauendorf bzw. Rowenskey aus zehn Häusern, in denen 96 Personen, darunter eine jüdische Familie lebten. Pfarrort war Holitz. Später entstand nördlich der Teichstätte am Weg nach Holitz auf städtischer Flur eine kleine Streusiedlung, die ebenfalls Trauendorf genannt wurde. Ihre Siedler waren Tschechen aus anderen Orten. Bis zur Mitte des 19. Jahrhunderts blieb Trauendorf der k.k. Kameralherrschaft Pardubitz untertänig.
Nach der Aufhebung der Patrimonialherrschaften bildeten beide Siedlungen Roveňské ab 1849 Ortsteile der Gemeinde Dolní Roveň bzw. der Stadt Holice im Gerichtsbezirk Holitz. Während die alte Häuserzeile nie erweitert wurde, wuchs der Holicer Anteil zu einer dörflichen Struktur an und übertraf die alte Siedlung bald an Größe. Ab 1868 gehörten beide Ansiedlungen zum politischen Bezirk Pardubitz. 1869 hatten beide Teile von Roveňské zusammen 152 Einwohner und bestanden aus 27 Häusern. Durch die engen Kontakte mit den umliegenden tschechischsprachigen Dörfern erfolgte die Assimilation der deutschstämmigen Siedler. Zum Ende des 19. Jahrhunderts wurde die ältere Ansiedlung zunächst als Roveňsko und danach als Staré Roveňsko bezeichnet, der Ortsteil von Holice erhielt den Namen Nové Roveňsko. 1891 wurde die Brücke über die Roveňská svodnice errichtet. 1897 erhielt Staré Roveňsko eine Straßenanbindung zur Landstraße Holice-Dolní Roveň. Im Jahre 1899 wurde der Verkehr auf der Bahnstrecke Moravany–Borohrádek aufgenommen, bei Roveňsko entstand eine Personen- und Güterstation. Wegen des geringen Bedarfs und der Abgelegenheit der Station wurde der Halt für den Personenverkehr bald wieder aufgehoben. Im Jahre 1900 lebten in Staré Roveňsko und Nové Roveňsko 126 Menschen, 1910 waren es 132. Die Kinder besuchten zumeist die Schule in Holice, einige die deutsche Schule in Moravanský. In den Jahren 1903 bis 1912 wurde die Roveňská svodnice reguliert. Beim Graben eines Brunnens wurde 1912 beim Haus Nr. 12 in Nové Roveňsko in 15 m Tiefe eine Mineralwasserquelle entdeckt. 1918 wurde die Straße von Holice über Nové Roveňsko nach Staré Roveňsko fertiggestellt. 1930 hatte beide Siedlungen zusammen 139 Einwohner. Nach dem Zweiten Weltkrieg wurde auch der Frachtverkehr von Roveňsko eingestellt und die Bahnstation rückgebaut. Im Jahre 1948 wurde Staré Roveňsko nach Holice umgemeindet und mit Nové Roveňsko zum Ortsteil Roveňsko vereinigt. 1949 wurde Roveňsko dem Okres Holice zugeordnet, seit 1960 gehört der Ort wieder zum Okres Pardubice. Beim Zensus von 2001 lebten in den 32 Häusern von Roveňsko 76 Personen.

## Gemeindegliederung
Der Ortsteil Roveňsko besteht aus den Ortslagen Nové Roveňsko (Neu Trauerdorf) und Staré Roveňsko (Alt Trauerdorf).
Roveňsko ist Teil des Katastralbezirkes Holice v Čechách.

## Sehenswürdigkeiten
- Steinernes Kreuz in Staré Roveňsko, errichtet 1815
- Kapelle des hl. Rochus in Staré Roveňsko, erbaut 1850
- Gusseisernes Kreuz in Nové Roveňsko